# Tawakkul Karman
Tawakkul Karman o Tawakel Karman (en árabe: توكل كرمان  Tawakul Karmān), Taiz, 7 de febrero de 1979) es una periodista, política y activista yemení por la defensa de los derechos humanos,  fundadora en 2005 del grupo Mujeres sin cadena y una personalidad política del partido islámico, Congregación Yemení por la Reforma.
Se convirtió en el rostro internacional de los levantamientos yemeníes en 2011, que fueron parte de la Primavera Árabe. Ha sido llamada la "Mujer de Hierro" y la "Madre de la Revolución" por los yemeníes.
Es coganadora del Premio Nobel de la Paz del 2011 por ser una figura relevante en la Primavera Árabe convirtiéndose en la primera yemení, la primera mujer árabe, la segunda mujer musulmana y la segunda más joven en ganar un Nobel. El viernes 7 de octubre del 2011 obtuvo el Premio Nobel de la Paz junto a las liberianas Leymah Roberta Gbowee y Ellen Johnson Sirleaf «por su batalla no violenta a favor de la seguridad de las mujeres y de su pleno derecho en la plena participación de la obra de construcción de la paz».
Karman ganó importancia en su país después de sus papeles como periodista y defensora debido a que una empresa de telefonía celular le denegó una licencia en 2007, hecho por el que protesta a favor de la libertad de expresión. Tawakkul organizó protestas semanales después de lo sucedido en mayo de 2007, expandiendo las problemáticas a reformar. Redirigió las protestas en Yemen para apoyar la "Revolución de Jazmín" que ella llama Primavera Árabe, después de que ciudadanos de Túnez derrocaran el gobierno de Zine El Abidine Ben Ali en enero del 2011. Ha estado siempre opuesta y ha realizado protestas en contra del régimen del presidente Ali Abdullah Saleh.

## Vida personal
Tawakkul Karman nació el 7 de febrero de 1979 en Mekhlaf, estado de Taiz, en Yemen. Creció cerca de Taiz, que es la tercera ciudad más grande de Yemen y es descrita como un lugar para aprender en un país conservador. Y en esa misma ciudad estudió.
Es la hija de Abdel Salam Karman, un abogado y político que se desempeñó como ministro de Asuntos Legales durante el gobierno de Ali Abdullah Saleh hasta su renuncia. Es hermana del poeta Tariq Karman, y Safa Karman, periodista de Al-Jazeera. Está casada con Mohammed al-Nahmi y es madre de tres hijos.
Karman obtuvo un título en comercio por parte de la Universidad de Ciencia y Tecnología y un título en ciencia política por la Universidad de Sana'a. En 2012, recibió un doctorado honoris causa en Derecho Internacional por la Universidad de Alberta en  Canadá.
En una protesta en 2010 una mujer intentó acuchillarla con una jambiya pero sus seguidores lograron detener el ataque. De acuerdo a Tariq Karman, «un oficial Yemení» amenazó a su hermana Tawakkul de muerte en una llamada telefónica el 26 de enero del 2011 si continuaba sus protestas públicas. El periodista Dexter Filkins afirmó que, escribiendo para el periódico The New Yorker, ese oficial era el presidente Saleh.
Karman dice que su familia es originaria de un lugar llamado Karaman, Anatolia que está localizado en lo que hoy es Turquía. El gobierno de Turquía le ofreció ciudadanía turca, que aceptó del ministro de Relaciones exteriores el 11 de octubre del 2012.

## Mujeres Periodistas Sin Cadenas
Tawakkul Karman, integrante del partido político Congregación Yemení por la Reforma (al-Tajammuʿ al-Yamanī li-l-Iṣlāḥ,   - ﺍلتجمعاليمني للإصلا).  fue cofundadora del grupo de derechos humanos Women Journalists Without Chains (WJWC) o Mujeres Periodistas Sin Cadenas junto con siete periodistas en 2005, con el objetivo de promover los derechos humanos «particularmente la libertad de opinión, expresión y derechos democráticos». A pesar de que originalmente se llamaba Female Reporters Without Borders,  (Mujeres Periodistas Sin Fronteras) el nombre actual fue adoptado para poder obtener una licencia gubernamental. Karman dijo que ha recibido amenazas y que ha sido el blanco de acoso por parte de las autoridades de Yemen tanto por teléfono como por carta debido a que se negó a aceptar la negativa por parte del Ministerio de Información de su solicitud para WJWC que trataba sobre la creación de una estación de radio y un periódico. El grupo exigió sus derechos por servicios de mensajería (SMS), que habían sido fuertemente controlados por el gobierno a pesar de no estar incluidos en la ley de Prensa de 1990. Después de una revisión por parte del gobierno de los servicios de mensajería, el único servicio que no tiene una licencia es Bilakoyood, que pertenecía a WJWC y había estado operando por un año. En 2007 WJWC publicó un reporte dónde se documentaban los abusos a la libertad de prensa desde el 2005. En 2009, criticó al Ministerio de Información por elegir como blanco a los periodistas. Del 2007 al 2010, Karman daba demostraciones de manera regular y sit-ins en la plaza de Tahrir, Sana'a.
Tawakkul Karman estaba afiliada al periódico Al-Thawrah durante la época en que fundó WJWC (marzo de 2005). También es miembro del Sindicato de Periodistas Yemeníes. Además fue ministro de Asuntos Jurídicos y exmiembro del Concejo de la Shura del Yemen, Tawakkul Karmān rechazó el uso del niqāb en la Conferencia sobre Derechos Humanos de 2004 y desde entonces ha exhortado a las otras mujeres a hacer lo mismo.

## Posiciones políticas

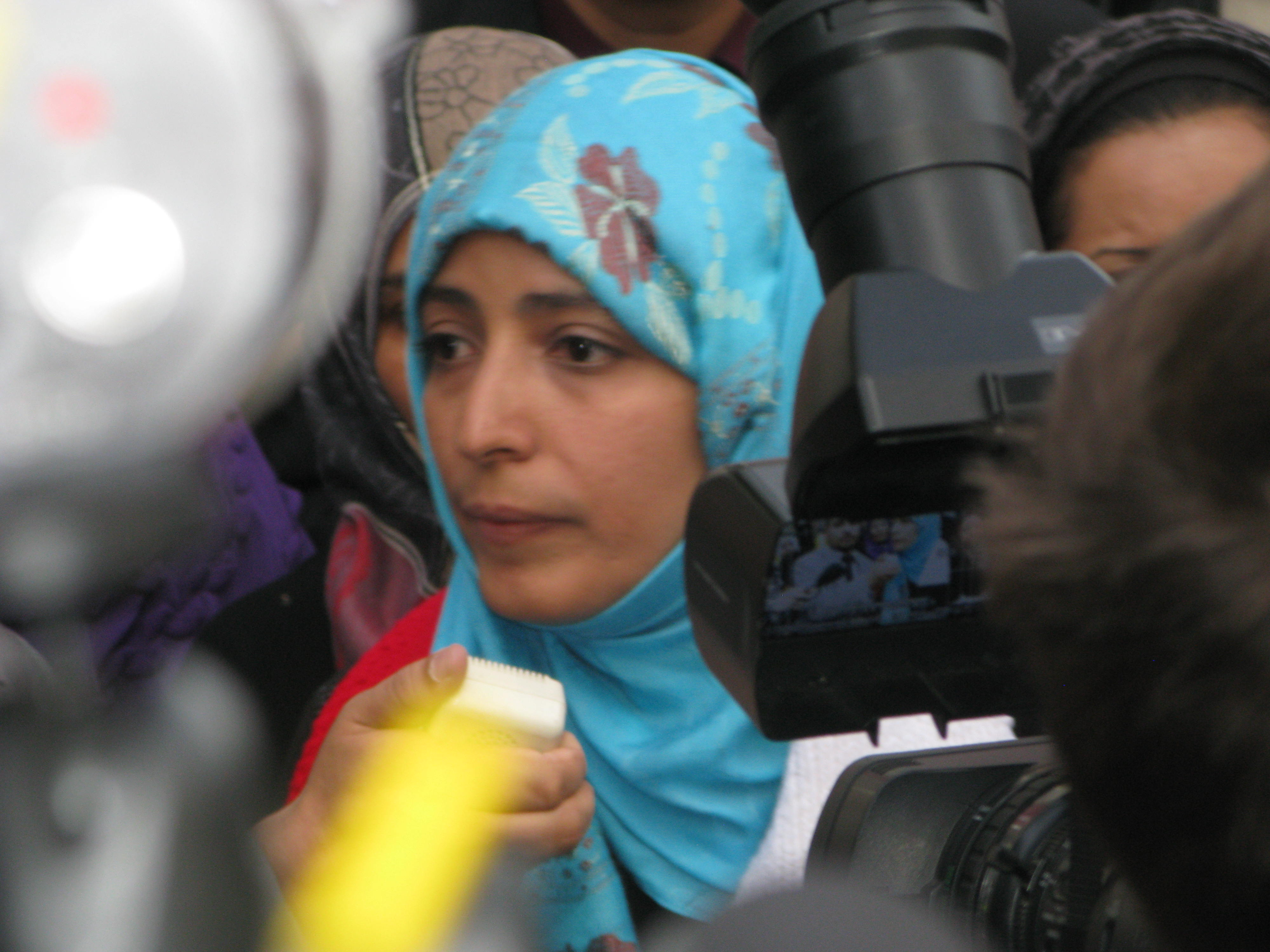
Tawakkul Karman protesta fuera del edificio de Naciones Unidas, 18 de octubre de 2011

Tawakkul Karman es miembro del partido de oposición Al-Islah y mantiene una posición en el Consejo Shura, que es una posición en el partido y no una posición parlamentaria. Al-Islah es un partido que ha expandido sus raíces más allá de ser un partido político islámico después de que se opuso al presidente Saleh en el 2005, pero sus fundadores son miembros de la Hermandad Musulmana y los Salafists. Karman ha demostradosimpatía con algún grupo dentro del partido, es moderada. Su membresía en Al-Islah es controversial debido a la membresía de Abdul Majeed al-Zindani's al mismo partido. Zindani era la cabeza de la Hermandad Musulmana Yemení y es el líder actual de la sección Salafi del partido. que ha tomado ideas más conservadoras sobre las mujeres y el matrimonio. También está listado en la Lista de Nacionalistas Designados Especialmente de la Oficina de Control de Activos Extranjeros de Estados Unidos, lista que EE. UU. ha usado para prevenir transferencias de dinero por parte de organizaciones dedicadas a la caridad y empresas a grupos terroristas. Zindani ha sido asociado con  Anwar al-Awlaki, quien fue asesinado por un misil estadounidense en un ataque de drones el 30 de septiembre del 2001. El gobierno norteamericano asocia a Awlaki con ataques terroristas y Al-Qaeda. El periodista yemení Nasir Arrabayee dijo que las últimas tres locaciones que ha visitado Awalki han sido casas de miembros o parientes de miembros de Al-Islah, incluyendo la casa de Zindani. Karman, quien dice ser independiente de esta línea del partido dice «no represento al partido Al-Islah y no estoy atada a sus posiciones. Mi posición es determinada por mis creencias y no le pido permiso a nadie».
Karman inició protestas para la libertad de prensa en el país. En un momento en el que pedía más libertad de prensa, ella respondió a las caricaturas de Jyllands-Posten Muhammad en 2005 escribiendo: «Nosotros no estamos para llamar por tiranía y prohibiciones a la libertad».
Ella dejó de usar la niqab tradicional para usar hijabs más coloridas que mostraban su cara. Apareció por primera vez sin el niqab en una conferencia en 2004. Karman remplazó el niqab con la bufanda en público en televisión nacional para apoyar su argumento de que cubrir la cara totalmente es cultural y no es dictado por el islam. Dijo a Yemen Times en 2010 que:
 Las mujeres deben dejar de sentir que son parte del problema y convertirse en parte de la solución. Nosotras hemos sido marginadas por mucho tiempo y es hora de que las mujeres se levanten y se conviertan en activas sin necesidad de permiso o aceptación. Es la única forma que le daremos algo de vuelta a la sociedad y permitiremos que Yemen llegue al potencial que tiene. 
Ella ha dicho que muchas de las niñas yemeníes sufren de desnutrición, para que los niños puedan ser alimentados, también llamó la atención a las altas tasas de mujeres iletradas que en cifras son dos tercios de las mujeres yemeníes. Además tomó una postura diferente sobre las leyes matrimoniales con respecto al partido Al-Islah, abogando por leyes que puedan prevenir que mujeres menores de 17 años puedan casarse. En una declaración hecha a Human Rights Watch, Karman dijo que la revolución de Yemen «no pasó solo para resolver problemas políticos, si no para tratar también problemas sociales, estando dentro de los más importantes el matrimonio infantil». A pesar de que muchos de los miembros de su partido tienen una postura diferente al matrimonio infantil, ella dice que su partido es el más abierto en cuanto a las mujeres. Clarificando esta posición ella dijo:
 Nuestro partido necesita a la juventud, pero los jóvenes también necesitan partidos que los ayuden a organizarse. Ninguno tendría éxito sin el otro. Nosotros no queremos que la comunidad internacional etiquete esta revolución como una revolución islámica. 
También ha realizado protestas en contra de la corrupción del gobierno. Su firme posición en la expulsión de Saleh se hizo más fuerte después de que las tierras de las familias de los pueblos alrededor de la ciudad de Ibb fueron apropiadas por un líder local corrupto. Igualmente ella dice que se mantiene libre de influencias extranjeras: «No tengo lazos estratégicos con organizaciones americanas implicadas en la protección de derechos humanos, con embajadores americanos y oficiales del Departamento de Estado Norteamericano. (Tengo lazos con activistas) principalmente de Estados Unidos y países Árabes pero son relaciones entre iguales; (no soy) subordinada». Hablando ante una audiencia en la Universidad de Míchigan, Karman remarcó su creencia: «Soy ciudadana del mundo. La Tierra es mi país, y la humanidad mi nación».

### Conflicto egipcio
Como respuesta de las protestas egipcias en 2012/2013, y el golpe de Estado egipcio del 2013, Karman apoyó las protestas demandando la renuncia del presidente Mohamed Morsi el 30 de junio pero fue crítica la decisión militar para sacar a Morsi, suspender la constitución de Egipto y prohibir la participación de la Hermandad Musulmana en la política egipcia, citando que Morsi era el primer líder electo democráticamente, la constitución apoyada por el 60 % de las personas que votaron en un referendo público y que un golpe de Estado provocaría que las personas perdieran la fe en la democracia permitiéndole a los grupos extremistas una salida. Ella intentó unirse a las protestas en contra el golpe de Estado egipcio, pero los militares egipcios lo prohibieron alegando "razones de seguridad" y fue deportada de vuelta a Sana'a. Posteriormente denunció arrestos realizados por militares de alto rango pertenecientes a la Hermandad Musulmana y el uso de violencia en las protestas en lugares que tenían una mayoría de seguidores de Morsi.

### Conflicto yemení
Karman se muestra en contra de la Insuficiencia Shia de Yemen y Al-Qaeda en la Península arábiga, llamando a ambos grupos una amenaza a la soberanía de Yemen. Ha condenado a los grupos por sus esfuerzos para desestabilizar el país y derrocar al gobierno de Yemen. Ha acusado además a los Houthis de recibir ayuda del gobierno iraní y objetos que ella cree que son ayudas del extranjero para apoyar a los Houthis desde que se encuentran peleando contra Al-Qaeda. Después del anuncio de la integración houthi a la milicia yemení, Karman dijo que no debería de haber integración si los Houthis se niegan a rendir sus armas. Como respuesta a los eventos en enero del 2014-2015 coup d'etat en Yemen, habló en lo que ella cree es una colaboración entre el expresidente Saleh y los rebeldes Houthi para deshacer el proceso de transición de la revolución del 2011.
Karman se muestra en contra de la política estadounidense del uso de drones en Yemen, llamando «inaceptable» su uso y ha argumentado que en áreas pobladas viola los derechos humanos y las leyes internacionales. Siguiendo un incremento de las huelgas antidrones en agosto del 2013, ella llamó a un paro total de las huelgas, proclamando que los bombardeos minan la soberanía de Yemen y contribuyen al incremento de reclutas de Al-Qaeda en el país.

## Las protestas del 2011

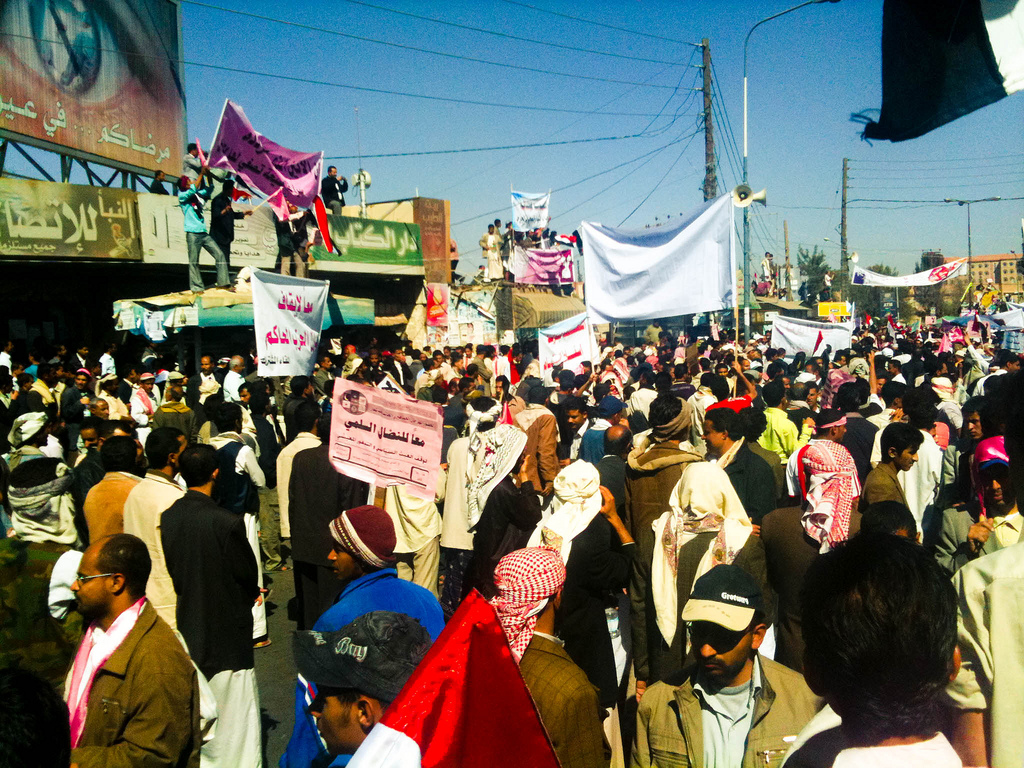
Protesta en el Día de la Ira que Karman convocó en Sana'a, Yemen, el 3 de febrero de 2011

Durante las protestas yemeníes, Karman organizó manifestaciones estudiantiles en Sana'a como protesta del gobierno de Saleh. El 22 de enero la detuvieron 3 hombres sin identificaciones policíacas mientras manejaba con su esposo y la llevaron a prisió donde la mantuvieron por 36 horas hasta que fue liberada el 24 de enero. El 9 de abril apareció en la editorial del periódico The Guardian, donde escribió:
 Después de una semana de protestas fui detenida por fuerzas de seguridad a la mitad de la noche. Esto estaba a punto de convertirse en un momento crucial para la revolución de Yemen: los medios reportaron mi detención y demostraciones de las revueltas surgieron en muchas provincias del país; fueron organizados por estudiantes, activistas de la sociedad civil y políticos. La presión en el gobierno era intensa y fui liberada en 36 horas de una prisión femenil donde me tuvieron encadenada. 
Posteriormente dirigió otra protesta el 29 de enero, la cual llamó el "Día de la furia" el 3 de febrero eventos similares a los ocurridos en la revolución egipcia del 2011 que a su vez fueron inspirados por la revolución de Túnez 2010-2011 ocurrieron en Yemen. El 17 de marzo fue arrestada de nuevo por las protestas. Sobre los levantamientos ella dijo: «Continuaré hasta la caída del régimen de Ali Abdullah Saleh's régimen... Tenemos el Movimiento del Sureño en el Sur, los rebeldes Huthis en el norte o movimiento Shia y la oposición en el parlamento, por lo más importante ahora es la revolución jazmín». Ha puesto un campo de protestas por meses junto con su esposo.
Karman explicó porqué las protestas atraían a los yemeníes: «La combinación de dictadura, corrupción, pobreza y desempleo han creado esta revolución. Es como un volcán. Injusticia y corrupción están llegando a su máximo mientras que las oportunidades para una buena vida llegan a su fin».
Karman tiene desacuerdos con muchos organizadores, especialmente después de que convocó a las personas a marchar al Palacio Presidencial en mayo como respuesta de los asesinatos de 13 protestantes a manos de fuerzas de seguridad.
El 18 de junio escribió en un artículo titulado «La revolución inconclusa de Yemen» en el periódico New York Times en el cual condena a los Estados Unidos y Arabia Saudita por su apoyo al régimen corrupto de Saleh en Yemen, debido a que «usaban su influencia para asegurar que los miembros del régimen antiguo permanezcan en poder y se mantenga el estatus quo» Argumenta que la intervención norteamericana en Yemen fue motivada por una guerra de terror y no por los abusos a los derechos humanos ni las llamadas del movimiento democrático en Yemen. Afirmó que los protestantes también buscan estabilidad en el país y la región. En una entrevista con Democracy Now!, Karman dijo: «En nuestras protestas semanales frente al gabinete, llamamos al gobierno a que permitiera una libertad de expresión y que las personas pudieran tener sus propios periódicos. Sabíamos y sabemos que la libertad de expresión es la puerta a la democracia y justicia, también parte de la libertad de expresión esta la libertad de movimiento... La cultura de libertad y protestas se propagan por todo Yemen. Cada vez que salimos a exigir nuestros derechos el gobierno respondía con violencia o interfería con nuestros derechos...». Le otorgaba además el crédito a Tunes por inspirar a otros países del Medio Oriente por las protestas de la Primavera Árabe.
Durante las protestas, Karman era parte de un gran número de mujeres activistas—más del 30% de los protestantes—demandando un cambio en Yemen. El 16 de octubre francotiradores del gobierno asesinaron a Aziza Othman Kaleb, CNN dijo que era la primera mujer en ser asesinada durante las protestas, sin embargo esto no se ha podido verificar. Diez días después las mujeres en Sana'a protestaron contra el uso de la fuerza usado hacia ellas, el símbolo de esta protesta fue la quema del makrama. En ese momento, Karman estaba en Washington, donde dijo que las mujeres que protestaron quemando el makrama «rechazaban la injusticia que el régimen de Saleh les había impuesto y que esta era una nueva etapa para las mujeres de Yemen porque no ser quedarían tras sus velos o paredes o alguna otra cosa».

### Involucrando organizaciones gubernamentales internacionales
Después del anuncio del Premio Nobel, Tawakkul Karman se interesó en movilizar la opinión mundial y al Consejo de Seguridad de las Naciones Unidas para que ayudaran a los protestantes a sacar a Saleh y llevarlo a una corte internacional. Ella buscó que el Consejo de Seguridad de la ONU y los Estados Unidos no hicieran un trato de perdón con Saleh, sino que congelaran sus activos y apoyaran las protestas. El Consejo de Seguridad votó 15-0 el 21 de octubre en la resolución 2014 que «condena fuertemente» el uso de fuerza letal contra las protestas, pero también respaldó la iniciativa Consejo de Cooperación del Golfo que le daría inmunidad a Saleh si renunciaba a su cargo. Karman estuvo presente en la votación y criticó la propuesta, proponiendo que se enjuiciara a Saleh en la Corte Penal Internacional.
Karman se reunió con la secretaria de Estado de los Estados Unidos Hillary Rodham Clinton el 28 de octubre para discutir la resolución del consejo, a lo que Clinton dijo «Estados Unidos apoya la transición democrática en Yemen y los derechos de las personas – hombres y mujeres – a escoger sus propios líderes y futuros» Karman respondió comentando a través de la prensa yemení diciendo «en Yemen, han sido nueve meces donde la gente ha acampado en las plazas. Hasta ahora no vemos que Obama valore el sacrificio de las personas de Yemen. En vez de eso, la administración estadounidense le da opciones y garantías a Saleh».
Saleh firmó el plan del Consejo de Cooperación del Golfo el 23 de noviembre del 2011 en Riad, Arabia Saudita. Saleh transfería sus poderes al vicepresidente Abd al-Rab Mansur al-Hadi para iniciar una transición política, de acuerdo con los términos del acuerdo.

## Premio Nobel de la Paz

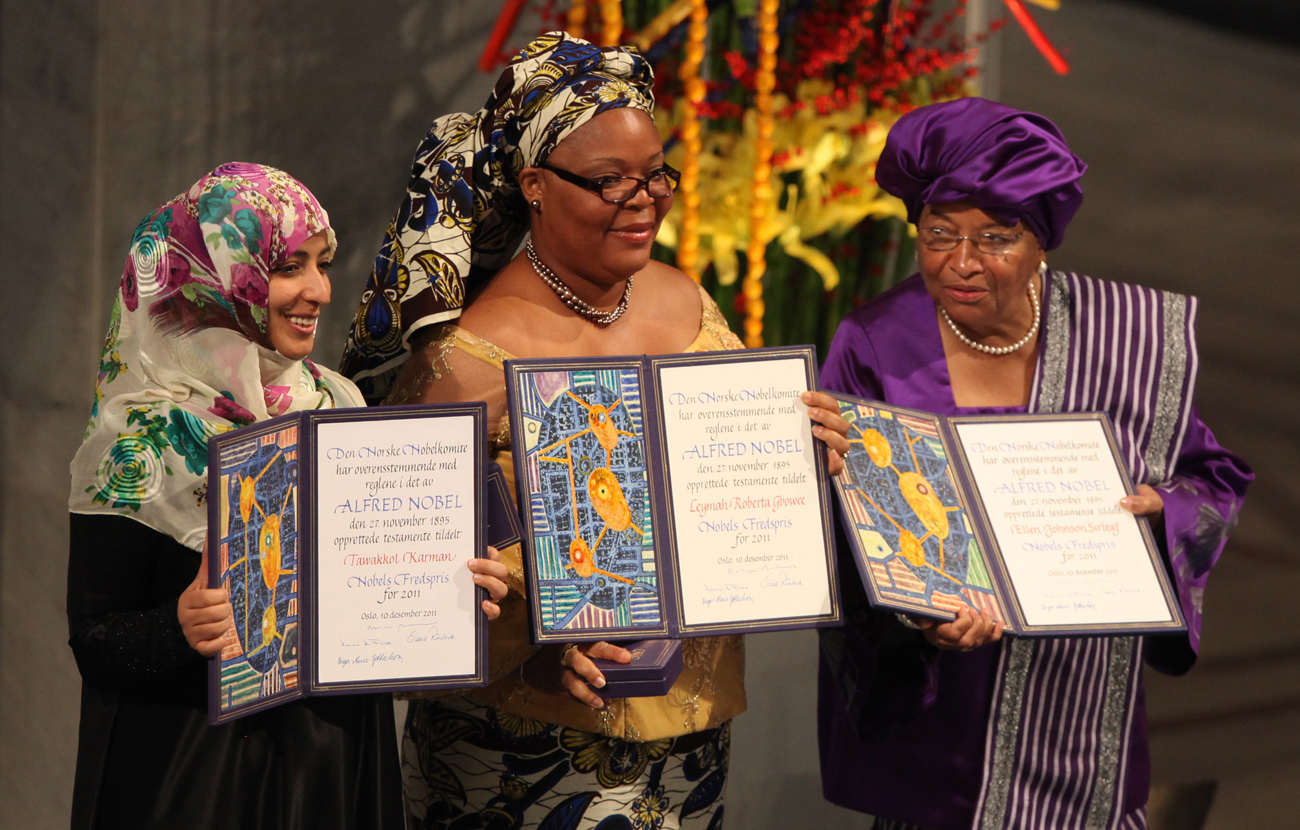
De izquierda a derecha: Tawakkul Karman, Leymah Gbowee y Ellen Johnson Sirleaf mostrando sus premios durante la presentación del Premio Nobel de la Paz el 10 de diciembre de 2011.

Karman se convirtió en la primera mujer árabe, la persona más joven (en ese momento) y la segunda musulmana en recibir un Premio Nobel. A los 32, Tawakkol Karman era la ganadora más joven de un Premio Nobel. Siendo más joven (7 de febrero de 1979) que Mairead Maguire quien nació un 27 de enero de 1944, Mairead recibió el premio en 1976 y era la persona que previamente poseía el récord. En 2014, Malala Yousafzai, de 17 años le quitó el récord a Karman siendo la ganadora más joven. En 2003 Shirin Ebadi era la primera mujer persa y la primera mujer musulmana en ganar el Nobel. Karman era la primera mujer periodista en ganar el Nobel, después de Bertha von Suttner en 1905 y Emily Greene Balch en 1946. Antes del 2011, solo 12 mujeres habían sido ganadoras del premio en los 110 años de existencia del mismo, después del anuncio del 2011, hubo 15 mujeres. 
Karman, junto con Ellen Johnson Sirleaf y Leymah Gbowee, fueron las que recibieron el Premio Nobel en 2011 «por su lucha no violenta por la seguridad y derechos de las mujeres para la participación completa de la paz». De Karman, el comité Nobel dijo: «En las circunstancias más extenuantes, antes y durante la "Primavera árabe", Tawakkul Karman ha jugado un rol crucial en la lucha por los derechos de las mujeres, la paz y democracia de Yemen». El Comité Novel citó la resolución del Consejo de Seguridad de la ONU 1325, adoptada en 2000, donde establece que las mujeres y niños sufren un gran daño de la inestabilidad política y que las mujeres deben tener mayor rol e influencia en las actividades pacifistas; también llama a los involucrados, que al realizar las negociaciones y acuerdos de paz, se adopten perspectivas de género.
Sobre el anuncio del premio, el líder del comité Thorbjørn Jagland dijo: «No podemos alcanzar democracia y paz duradera en el mundo a menos que las mujeres obtengan las mismas oportunidades que los hombres de influenciar en todos los niveles de la sociedad». Posteriormente él mismo añadió que el premio era una «importante señal para las mujeres alrededor del mundo» y que a pesar de los eventos de la Primavera Árabe, «hay muchos otros desarrollos positivos en el mundo a los que hemos visto. Creo que es un poco extraño que los investigadores y otros no los hayan visto». Había dicho previamente que el premio sería «muy poderoso... pero al mismo tiempo unificador y no crearía reacciones tan fuertes de un solo país como lo había hecho el año anterior con Liu Xiaobo». En el 2011 el premio se dividió de manera equitativa entre las 3 ganadoras, siendo un total de 10 millones de cronos suecos.
Karman dijo cómo recibió la noticia de haber ganado el premio mientras acampaba en Sana'a durante las protestas antigubernamentales: "no lo esperaba. Llegó como una sorpresa total. Es una victoria para los árabes alrededor del mundo y una victoria para las mujeres árabes" y el premio fue una «victoria para nuestra revolución pacífica. Estoy muy feliz, y le doy este premio a todos los jóvenes y las mujeres del mundo árabe, en Egipto y Túnez. No podemos construir nuestro país o ninguno alrededor del mundo sin paz» agregó además que también eso era para «Libia, Siria y Yemen y todas las jóvenes y mujeres, esta es una victoria para nuestra demanda de ciudadanía y derechos humanos» que «todas las yemeníes están felices de este premio. La pelea por un Yemen democrático continuará», que ella «dedica a todos los mártires y heridos en la primavera árabe...en Túnez, Egipto, Yemen, Libia y Siria, y a todas las personas libres que están peleando por sus derechos y libertades» y «Lo dedico a todos los yemeníes que prefirieron hacer una revolución pacifica enfrentando a los francotiradores con flores. Es para las mujeres yemeníes, para los protestantes pacíficos en Túnez, Egipto y todo el mundo árabe». También dijo que no sabía de la nominación y que se había enterado de que era ganadora del premio por la televisión.

### Pos Premio Nobel
Después del anuncio, Karman viajó a Catar, donde se reunió con el jeque Tamim bin Hamad Al Thani y pidió asistencia del Centro para la Libertad de Prensa de Doha para crear una estación de televisión y radio, que sería llamada Bilqis, en honor a la reina de Sheba, para apoyar a las periodistas a educar a las mujeres periodistas de Yemen. Es consejera de la Junta de Consejo Internacional del Instituto de Medios MBI Al Jaber en Yemen, que ofrece entrenamiento gratuito en todos los aspectos del periodismo.
También hizo un vídeo en Washington D. C. el 25 de octubre para el lanzamiento del 14 reporte anual del Observatorio para la Protección de los Defensores de los Derechos Humanos por la Federación Internacional de Derechos Humanos y la Organización Internacional Contra la Tortura. El reporte incluía información sobre la Primavera Árabe, Yemen y Karman.
Fue seleccionada como el primer lugar en el Top 100 de pensadores globales del 2011 por la revista Foreign Policy.
Ha otorgado becas a estudiantes promesas en Yemen para estudiar en la Universidad Aydin de Estambul en conjunto con la Fundación MBI Al Jaber.

## En la cultura
La productora yemení Khadija al Salami documentó el rol de la mujer en los levantamientos yemeníes en su película The Scream en 2012, en donde Tawakkul Karman es entrevistada. Al-Salami presenta tres imágenes individuales, una periodista, activista y poeta en su documental. En el título se refiere a las mujeres que son vocales en su posición en relación con los hombres en una sociedad patriarcal. The Scream tuvo su estreno en la pantalla del Festival Internacional de Cine de Dubái en 2012.

## Filantropía
El 13 de febrero de 2023, Tawakkul Karman, junto con la Presidencia Turca de Gestión de Desastres y Emergencias (AFAD), construyó 50 refugios temporales para las víctimas del brutal terremoto de Turquía y Siria del 6 de febrero de 2023, y su fundación también envió convoyes de ayuda a las zonas devastadas por el terremoto en Turquía y Siria.